# Haruspex insulsus
Haruspex insulsus är en skalbaggsart som beskrevs av Martins och Maria Helena M. Galileo 2005. Haruspex insulsus ingår i släktet Haruspex och familjen långhorningar.
Artens utbredningsområde är Panama. Inga underarter finns listade i Catalogue of Life.